# Liste der Bodendenkmäler in Marktsteft
Auf dieser Seite sind die Bodendenkmäler in der unterfränkischen Gemeinde Marktsteft zusammengestellt. Diese Tabelle ist eine Teilliste der Liste der Bodendenkmäler in Bayern. Grundlage ist die Bayerische Denkmalliste, die auf Basis des Bayerischen Denkmalschutzgesetzes vom 1. Oktober 1973 erstmals erstellt wurde und seither durch das Bayerische Landesamt für Denkmalpflege geführt wird. Die folgenden Angaben ersetzen nicht die rechtsverbindliche Auskunft der Denkmalschutzbehörde.

## Bodendenkmäler der Gemeinde Marktsteft

### Bodendenkmäler in der Gemarkung Marktbreit
| Lage                  | Objekt                                                         | Akten-Nr.     | Bild |
| --------------------- | -------------------------------------------------------------- | ------------- | ---- |
| Marktbreit (Standort) | Bestattungsplatz mit verebneten vorgeschichtlichen Grabhügeln. | D-6-6327-0117 |      |

### Bodendenkmäler in der Gemarkung Marktsteft
| Lage                  | Objekt | Akten-Nr.     | Bild |
| --------------------- | --- | ------------- | ---- |
| Marktsteft (Standort) | Siedlung vor- und frühgeschichtlicher Zeitstellung. | D-6-6226-0173 |      |
| Marktsteft (Standort) | Brandgräber der Urnenfelderzeit. | D-6-6326-0199 |      |
| Marktsteft (Standort) | Brandgräber der Urnenfelderzeit. | D-6-6326-0200 |      |
| Marktsteft (Standort) | Archäologische Befunde des Mittelalters und der frühen Neuzeit im Bereich der Evang. Pfarrkirche St. Stephan von Marktsteft mit ehemaliger Kirchenburg sowie Körpergräber. Siehe auch: St. Stephan (Marktsteft) | D-6-6326-0201 |      |
| Marktsteft (Standort) | Siedlung vor- und frühgeschichtlicher Zeitstellung. | D-6-6326-0256 |      |
| Marktsteft (Standort) | Brandgräber der Urnenfelderzeit. | D-6-6326-0266 |      |
| Marktsteft (Standort) | Archäologische Befunde des Mittelalters und der frühen Neuzeit im Bereich der Marktsiedlung von Marktsteft. | D-6-6326-0320 |      |

### Bodendenkmäler in der Gemarkung Michelfeld
| Lage                  | Objekt | Akten-Nr.     | Bild |
| --------------------- | --- | ------------- | ---- |
| Michelfeld (Standort) | Freilandstation des Mesolithikums sowie Siedlungen des Neolithikums, der späten Hallstattzeit, der frühen Latènezeit, der jüngeren Latènezeit und der römischen Kaiserzeit.         | D-6-6327-0045 |      |
| Michelfeld (Standort) | Siedlung vor- und frühgeschichtlicher Zeitstellung. | D-6-6327-0046 |      |
| Michelfeld (Standort) | Freilandstation des Mesolithikums und Siedlung der Urnenfelderzeit. | D-6-6327-0047 |      |
| Michelfeld (Standort) | Verebnete jüngerlatènezeitliche Viereckschanze. | D-6-6327-0115 |      |
| Michelfeld (Standort) | Siedlung vor- und frühgeschichtlicher Zeitstellung. | D-6-6327-0116 |      |
| Michelfeld (Standort) | Verebneter mittelalterlicher Turmhügel. | D-6-6327-0118 |      |
| Michelfeld (Standort) | Archäologische Befunde des Mittelalters und der frühen Neuzeit im Bereich der Evangelisch-Lutherischen Pfarrkirche St. Michael von Michelfeld. Siehe auch: St. Michael (Michelfeld) | D-6-6327-0221 |      |
| Michelfeld (Standort) | Archäologische Befunde des Mittelalters und der frühen Neuzeit im Bereich des ehemaligen Schlosses in Michelfeld. Siehe auch: Schloss Michelfeld (Unterfranken)                     | D-6-6327-0222 |      |